# Vjekoslav Bevanda
Vjekoslav Bevanda (13. května 1956, Mostar, Jugoslávie) je chorvatský politik a předseda Rady ministrů Bosny a Hercegoviny, de facto[zdroj?] bosenský premiér.

## Biografie
Bevanda je původem z Mostaru; po vystudování střední školy studoval na Hospodářské fakultě Mostarské univerzity. Mezi lety 1979 a 1989 pracoval v letecké továrně SOKO v Mostaru. Mezi lety 1990 až 1993 pracoval v Apro bance, nacházející se rovněž v Mostaru. Po skončení války v BiH pracoval v celé řadě bosenských bank. V letech 2007–2011 zastával funkci ministra financí ve vládě Federace Bosny a Hercegoviny a také vicepremiéra.
Od roku 2012 zastává funkci předsedy Rady ministrů.